# Più Donne

Più Donne (« davantage de femmes » en italien) est un mouvement politique né en 2019 au Tessin, à l'occasion du 50e anniversaire de l'introduction du droit de vote cantonal pour les femmes. 

## Historique
En 2018, la politicienne tessinoise Tamara Merlo, ancienne membre des Verts et membre du Grand Conseil du canton du Tessin, a l'idée de créer une liste politique entièrement féminine. 
Le projet se concrétise en 2019, à l'occasion du 50e anniversaire de l'introduction du droit de vote cantonal pour les femmes : une liste est constituée, réunissant 51 candidates, dont 47 se présentent à l'élection du Parlement tessinois et quatre, à celle au  Conseil d'État tessinois, la plupart de ces candidates se présentant pour la première fois,,. Selon le politologue Nenad Stojanovic cette liste « sauvage » a peu de chances de succès mais son existence met « l'accent sur le problème du peu de politiciennes au Tessin où elles sont moins représentées par rapport à la moyenne nationale ». La liste crée la surprise en obtenant près de 2 % des voix et deux sièges (Tamara Merlo et Maristella Patuzzi, également ancienne Verte). Lors de ces élections, le nombre de sièges occupés par des femmes au parlement cantonal passe de 23 à 31. En 2019, Più Donne se joint à d'autres partis indépendants qui n'ont pas suffisamment de sièges pour former un groupe parlementaire et demande à pouvoir participer aux commissions thématiques du parlement. Leur demande est rejetée,.
Più Donne s'est également présenté à des élections communales tessinoises en 2021,,,,. Elle parvient à faire élire deux candidates au Conseil communal (législatif) de la ville de Lugano : Tamara Merlo et Isabelle Ruf.

## Objectifs
Le premier objectif de la liste politique est de faire en sorte qu'il y ait « davantage de femmes dans les institutions, là où les décisions sont prises ». Le but de Più Donne est aussi « de faire avancer la question de l'égalité », en en faisant une priorité pour les femmes et l'ensemble du pays, et « d'améliorer toutes les conditions qui empêchent les femmes de parvenir à une véritable égalité ».

## Analyse
Selon Andrea Pilotti et Oscar Mazzoleni, politologues de l'Université de Lausanne, lors des élections de 2019, « la liste Più Donne représente la principale nouveauté du paysage politique cantonal » ; par sa présence, elle « contribue à inscrire davantage la question de la représentation féminine en politique, et plus généralement de l'égalité des chances, dans l'agenda politique cantonal ».